# Соколова, Ольга Валерьевна
О́льга Вале́рьевна Соколо́ва (в девичестве - Ме́льникова; род. 21 мая 1976 года, Москва, СССР) — российская пловчиха — паралимпиец. Чемпионка летних Паралимпйских игр, чемпионка мира и Европы, заслуженный мастер спорта России по плаванию среди спортсменов с нарушением зрения.

## Биография
Выпускница МГУ.

## Награды
- Медаль ордена «За заслуги перед Отечеством» II степени (6 апреля 2002 года) — за большой вклад в развитие физической культуры и спорта, высокие спортивные достижения на XI Паралимпийских играх 2000 года в Сиднее (Австралия).[1]
- Орден Дружбы (9 мая 2007 года) — за большой вклад в развитие физической культуры и спорта, высокие спортивные достижения на XII Паралимпийских летних играх 2004 года в городе Афинах (Греция).[2]
- Заслуженный мастер спорта России (2004).